# Маурус, Герда
Герда Маурус (нем. Gerda Maurus, 25 августа 1903 — 31 июля 1968) — австрийская актриса хорватского происхождения. Актёрскую карьеру начала на театральной сцене Вене, в дальнейшем играя в театрах Берлина и Гамбурга. Вскоре её заметил режиссёр Фриц Ланг, благодаря которому она дебютировала на большом экране в 1928 году в фильме «Шпионы». Спустя год она вновь снялась у Ланга в картине «Женщина на Луне». В последующие годы Маурус появилась ещё в двадцати немецких картинах, завершив свою карьеру в 1968 году после нескольких ролей на телевидении.